# Белая Колпь
Белая Колпь — село в городском округе Шаховская Московской области России.
Население — 878 чел. (2010).

## География
Расположено на западе Московской области, в северо-восточной части Шаховского района, на реке Муравке бассейна Шоши, в 13 км от посёлка городского типа Шаховская, с которым связано прямым автобусным сообщением. В селе 21 улица. Ближайшие населённые пункты — деревни Беркуново, Затесово и Пленицино.

## Население
| 1852 | 1859 | 1926 | 2002 | 2006 | 2010 |
| ---- | ---- | ---- | ---- | ---- | ---- |
| 285  | ↗406 | ↘243 | ↗824 | ↗829 | ↗878 |

## История
Впервые село Колпь (колпь — белая цапля) упоминается в меновной грамоте московского князя Ивана III в 1497 году. Тогда тверские сёла Колпь и Буйгород были отданы в обмен волоцким князьям Иваном и Фёдором Борисовичам. В начале XVI века здесь располагался теремной дворец Василия III. В 1634 году село Андреевское-Колпь продано боярину Василию Ивановичу Стрешневу.
В 1658 году село переходит во владение стольника Степана Никитича Шаховского и в течение более 250 лет является родовым имением Шаховских. Например, в 1769 году селом Колпского стана Волоколамского уезда Московской губернии владел лейб-гвардии секунд-майор, князь Александр Алексеевич Шаховской. В селе было 59 дворов и 214 душ.
В XVIII веке была построена усадьба, перестроенная в начале XIX века. Усадьба включала в себя главный усадебный дом (сгорел в 1919 году), дом управляющего, конюшню (сохранились остатки), каретник (сохранились остатки), псарню (утрачена в 1980-е), Андреевская церковь (1807), кирпичную ограду (не сохранилась), террасный парк, липовый парк, запруду на реке Колпянке.
До XVII века в селе были две деревянные церкви — в честь мученика Андрея Стратилата и в честь чудотворцев Косьмы и Дамиана — обе сожжены во время литовского нашествия в 1626 году. В 1686—1691 годах была выстроена новая деревянная церковь Андрея Стратилата. Каменный храм (Андреевская церковь) в честь Воскресения Христова с приделами в честь Андрея Стратилата и муромского князя Константина и детей его Михаила и Феодора построен в 1807 году по личному проекту князя Михаила Александровича Шаховского в стиле классицизма. В 1818 году была выстроена трёхъярусная колокольня. После смерти князя М. А. Шаховского в 1817 году, во владение селом Белая Колпь вступил его сын Валентин Михайлович Шаховской.
В середине XIX века село Белая Колпь относилось к 1-му стану Волоколамского уезда и принадлежало Валентину Михайловичу Шаховскому. В селе было 34 двора, крестьян 135 душ мужского пола и 150 душ женского.
В «Списке населённых мест» 1862 года — владельческое село 1-го стана Волоколамского уезда Московской губернии, по левую сторону Московского тракта, шедшего от границы Зубцовского уезда на город Волоколамск, в 18 верстах от уездного города, при пруде и колодцах, с 53 дворами, 406 жителями (198 мужчин, 208 женщин) и церковью.
В 1886 году — 41 двор, 331 житель, церковь, лавка и сыроваренный завод.
По данным на 1890 год село входило в состав Кульпинской волости, число душ мужского пола составляло 142 человека, имелась квартира полицейского урядника.
Последним владельцем села был сын тайного советника Александра Валентиновича Шаховского, Валентин Александрович Шаховской (1885—1927).
В 1913 году в селе — 55 дворов, земское училище, 2 чайные, 2 овощные и казённая винная лавки, кирпичный завод, а также его имение с камерой земского начальника 3-го участка.
По материалам Всесоюзной переписи населения 1926 года — два села Белоколпского сельсовета Раменской волости. В Белой Колпи (центр сельсовета) насчитывалось 43 хозяйства (35 крестьянских), 243 жителя (126 мужчин, 117 женщин), находились школа и районная библиотека. В Красной Колпи (южная часть) было 30 хозяйств (29 крестьянских) и 177 жителей (73 мужчины, 104 женщины).
1994—2006 гг. — центр Белоколпского сельского округа Шаховского района.
2006—2015 гг. — село сельского поселения Раменское Шаховского района.
2015 — н. в. — село городского округа Шаховская Московской области.

## Достопримечательности
- Мемориал павшим воинам
- Церковь Андрея Стратилата
- Усадьба «Белая Колпь»

## Известные уроженцы
- Волков Сергей Петрович — Герой Советского Союза.